# 桑原四郎
桑原 四郎（くわはら しろう、1887年（明治20年）6月4日 - 1966年（昭和41年）4月22日）は、大日本帝国陸軍軍人。最終階級は陸軍中将。

## 経歴
岐阜県出身。1907年（明治40年）5月31日に陸軍士官学校（19期）を卒業し、同年12月26日に工兵少尉に任ぜられ、工兵第九大隊付となる。1910年（明治43年）11月30日に工兵中尉に昇進し、1911年（明治44年）11月27日に陸軍砲工学校（17期）高等科を優等で卒業。更に員外学生として在学し、1917年（大正6年）8月6日には工兵大尉に昇進。ヴェルサイユ条約の締結に軍関係者として携わり、1920年（大正9年）9月13日付で、国際連盟陸、海、空軍問題常設諮問委員会帝国空軍代表者随員を仰せつけられる。
その後、工兵第九大隊中隊長、陸軍兵器本廠付を経て、1922年（大正11年）8月15日に工兵少佐に昇進し、1923年（大正12年）3月17日に陸軍砲工学校教官に補される。1926年（大正15年）12月22日に工兵中佐に昇進し、工兵第十大隊付を経て、1931年（昭和6年）3月11日に陸軍省軍務局防備課長に補され、同年8月1日に工兵大佐に昇進。
さらに、陸軍工兵学校教官、鉄道第三連隊長等を経て、1935年（昭和10年）8月1日に陸軍砲工学校工兵科長に補され、1936年（昭和11年）3月7日に陸軍少将に昇進。同年4月28日に陸地測量部長に就任し、第一鉄道監を経て、工兵監在任時の1939年（昭和14年）3月9日、陸軍中将に昇進。1940年（昭和15年）8月1日第二十五師団長に就任後、1941年（昭和16年）10月15日待命となり、同年12月2日予備役に編入された。

## 栄典
- 1908年（明治41年）3月20日 - 正八位[17]
- 1911年（明治44年）2月10日 - 従七位[18]
- 1915年（大正4年）11月7日 - 勲六等瑞宝章、大正三四年従軍記章[19]
- 1916年（大正5年）4月21日 - 正七位[20]
- 1919年（大正8年）12月25日 - 勲五等瑞宝章[21]
- 1920年（大正9年）11月1日 - 勲四等旭日小綬章・大正三年乃至九年戦役従軍記章[6]
- 1921年（大正10年）6月30日 - 従六位[22]
- 1926年（大正15年）8月2日 - 正六位[23]
- 1929年（昭和4年）11月1日 - 勲三等瑞宝章[24]
- 1931年（昭和6年）9月15日 - 従五位[25]
- 1934年（昭和9年）
  - 3月1日 - 満州帝国：大満洲国建国功労章[26]
  - 4月29日 - 旭日中綬章・昭和六年乃至九年事変従軍記章[27]
- 1936年（昭和11年）5月1日 - 正五位[28]
- 1937年（昭和12年）11月9日 - 勲二等瑞宝章[29]
- 1939年（昭和14年）5月15日 - 従四位[30]
- 1940年（昭和15年）8月15日 - 紀元二千六百年祝典記念章[31]
- 1941年（昭和16年）
  - 5月9日 - 勲一等瑞宝章[32]
  - 6月2日 - 正四位[33]
  - 12月17日 - 従三位[34]

外国勲章佩用允許
- 1917年（大正6年）10月29日 - 大ブリテン国：ミリタリー・クロス[35]
- 1927年（昭和2年）7月7日 - 暹羅国：コンマンドール・クーロンヌ勲章[36]
- 1942年（昭和17年）9月14日 - 満州国：勲一位景雲章[37]